# 出身成分
出身成分（しゅっしんせいぶん）とは、現代の朝鮮民主主義人民共和国（北朝鮮）における階層制度およびその階級を指す語である。「住民成分（じゅうみんせいぶん）」もしくは単に「成分」と呼ぶこともある。本人の出自や思想動向などによって分類された「身分」とそれにもとづく統治制度。身上調書にあたる「成分調査書」によって決められる。北朝鮮における「出身成分」は、社会生活の基本となっているうえ、民主主義国では想像もつかないほど本人の運命を決定的に左右する。

## 沿革
1957年、金日成は朝鮮戦争休戦後の国家運営をめぐり延安派やソ連派などの対立勢力を大規模な粛清で消し去ったが、この粛清は党幹部や政府高官のみならず、一般市民にまで及んだ。そして、1958年から1960年にかけての「中央党集中事業」で、金日成に対する忠誠度に基づき、全国民を「信頼できる者」「半信半疑の者」「変節者」の3種類への分類が開始された。このうち、状況次第で党に抵抗する可能性がある「半信半疑の者」は監視対象、党に否定的な態度をとる可能性の高い「変節者」は特別監視対象になったほか、約7万人（約1万5,000世帯）が「不純分子」として山間地や僻地への強制移住を命じられ、6,000人以上が「反革命」の名目で処刑された。
1966年から翌1967年には、住民再登録事業が行われた。これによって全国民の両親とその六親等が調査され、「核心階層」「動揺階層」「敵対階層」の三階層が設けられ、さらに3年の調査を経て51の出身成分に細分された。住民台帳には曾祖父の代から今までどういう職業についたかの出身成分分析表が添付されており、これをごまかすことは基本的には誰にもできない。

## 出身成分の三階層
1950年に始まった朝鮮戦争は、金日成が仕掛けた戦争ではあったが、おびただしい数の死傷者、都市は爆撃で廃墟となり、農村は荒廃し、人びとは物資の欠乏と飢えに苦しみ、得たものは何もなかった。民衆の指導部に対する怨嗟の念は強く、金日成は1953年以降、指導部内部に「アメリカ帝国主義のスパイ」がいるとして、朴憲永や李承燁、林和といった越北した幹部12名をでっち上げ裁判で有罪とし、スパイの濡れ衣を着せて処刑した。1955年4月には「階級の敵を憎悪せよ」「彼らと断固として闘え」との演説をおこない、体制の動揺を「階級闘争」に転嫁し、党員大衆をして「全人民的反スパイ闘争の先頭」に立たしめるよう結論づけた。すでに金日成によって階級敵は粛清されていたにもかかわらず階級敵はいるのだとされ、あらゆる力を動員して闘うことを求めたのである。
金日成の側近で弟の金英柱が主導してつくったとされる「出身成分」は、家系を三代前まで遡って調査し、金日成や金正日への忠誠度の順に「3大階層51個分類」に分類されている。3大階層とは「核心階層」「動揺階層」「敵対階層」の3つであり、51個分類とは、各階層内における分類である。青山健煕によれば、出身成分の規定は「内閣149号」に基づいているという。
原則的には階層間の移動がないため、北朝鮮は牢固な階級制にもとづく身分社会であり、ここに社会主義の一党独裁とは次元の異なる「金王朝」という専制体制が現出する。萩原遼は「封建社会の身分制度を何十倍も悪くしたような徹底した身分制度」と評している。青山健熙は、大学の同級生で頭脳明晰で非凡な記憶力を持ち、予習や復習をまったくしなくても常に首席であった学生が、かつて先祖が領地を所有する両班だったため強制退学させられたことを記している。その反対に、「核心階層」でありさえすれば、能力がなくても厚遇され、権力の座に就くことができる。
| 核心階層 （かくしんかいそう） | - 解放（1945年8月15日）以前からの労働者 - 解放以前において小作をしていた貧農、先祖代々の雇農 - 共同農場・集団農場所属の農民 - 解放後に高等教育を受けた知識人、解放後に事務員となった者 - 朝鮮労働党員（元日本共産党員を含む） - 革命遺家族：抗日戦争（パルチザン）での犠牲者の遺族 - 愛国烈士遺家族：祖国解放戦争（朝鮮戦争の北朝鮮における呼称）での犠牲者の遺族 - 被殺者遺家族：祖国解放戦争で、大韓民国国軍や国連軍に虐殺された者の遺族 - 戦死者遺家族：祖国解放戦争での戦死者の遺族 - 後方家族（朝鮮人民軍現役将校の家族）、栄誉軍人（祖国解放戦争での傷痍軍人） |
| 動揺階層 （どうようかいそう） | - 解放以前の小・中商人・知識階層の労働者 - 解放以前における手工業者、移動営業だった小職人、店舗を有していた中職人 - 解放以前において他人を雇用したことのある富農、自作農だった中農 - 小規模な下層接客業者、雇用経験のある中産層接客業者、民族資本家 - 核心階層だったが祖国解放戦争時に越南した者の家族、越南して労働者・農民になった者の家族 - 祖国解放戦争時に敵に服務した者およびその家族 - 朝鮮労働党を除名、あるいは免職された者 - 刑期を満了した政治犯、経済事犯（出所者も含む） - スパイ関係者、逮捕・投獄された者の家族 - 建国後に処断された者の家族、安逸・不和・放蕩した者 - 接待婦および迷信崇拝者（占い師、巫女、娼婦など） - 儒教の信者、元天道教青友党員、無党派層、中国からの帰還民（朝鮮労働党員は除く） - 日本からの帰還民（在日朝鮮人の帰還事業）、解放後の外国留学経験者または解放以前に養成された知識人 |
| 敵対階層 （てきたいかいそう） | - 日帝（日本統治時代の朝鮮）の行政機関（朝鮮総督府など）に勤務していた反動官僚の輩 - 産業国有化で財産を没収された資本家 - 土地改革時に5ヘクタール以上の土地を所有していた、または精米所を有した地主 - 親日・親米分子 - 富農、地主、親日・親米分子かつ、越南した者（脱北者）の家族 - 元朝鮮民主党員、解放後の入北者（元日本共産党員を除く） - キリスト教（プロテスタント）の信者、天主教（カトリック教会）の信者、仏教の信者 - 哲学者、反党・反革命宗派分子 |

戦後、日本から移住した在日朝鮮人帰国者は、大半が「敵対階層」に、ごく少数が「動揺階層」の最下層に組み込まれ、徹底的に差別され、虐待されてきた。
現在の最高指導者である金正恩の母親である高英姫は、本来「動揺階層」か「敵対階層」に該当する在日朝鮮人であり、北朝鮮ではタブーとなっている。金正恩は結局、自分の生母がだれなのかを明示できない状態となっており、これは金正恩体制のアキレス腱となる可能性を内包しているとの指摘がある。
別途、極秘公式文書とされる「住民登録参考書」による比較的新しい以下の解説も存在する：「【徹底解説】北朝鮮の身分制度「出身成分」「社会成分」「階層」」。
三階層は、以下の通りである。
「核心階層」
主体思想に身も心も染まっている階層とされ、外も中も赤いことから、隠語として「トマト階層」と呼ばれることがある。
人口のおよそ3割を占める。国・国家体制に忠誠を尽くす存在と見做され、特権階級として数多くの恩恵を受ける。
平壌に住めるのは特権階級である核心階層だけであるといわれるが、その生活は生涯安泰というわけではなく、朝鮮労働党を除名された者は動揺階層に降格される。政争によって転落する可能性もあり、朝鮮人民軍の将校の息子が北朝鮮で禁止されているポルノ映画を撮影したため、出演した女優とともに絞首刑に処せられたこともあったという。
北朝鮮の工作員であった安明進によれば、「苦難の行軍」と呼ばれる1990年代後半の大飢饉の際、金正日国防委員長は「反乱が起きたら全部殺せ。餓死者は死なせておけばいい。私には2千百万全部の朝鮮人民が必要なのではなく、百万の党員がいればいいんだ」と発言したという。結論をいえば、金正日は餓死者を救うことができたのにもかかわらず、むしろ、それを意図的に行わない「餓死政策」を展開したということができる。
「動揺階層」
主体思想ではうわべだけの階層とみなされ、外は赤いが中は赤くないことから「リンゴ階層」と呼ばれることがある。朝鮮労働党を除名された者も含まれる。
人口の約5割を占める。日本の植民地支配に積極的に反抗しなかった人達の家族もここに含まれる。将来、国や国家体制への忠誠を覆す可能性があると見做され、監視の対象になる上に職場での昇進でも上限線が科せられる。しかし、国への忠誠度が高いと判断される場合には、優遇措置を得られる。
大学進学の機会は与えられるが、党員や党幹部、人民軍将校にはなれない。
「敵対階層」
主体思想になじめない階層とみなされ、外も中も赤くないことから「ブドウ階層」や「梨階層」などと呼ばれる。
人口の約2割を占めている。この階層は、文字通り「敵」であり、金日成は「社会主義に反対する敵対階級とはいかなる妥協もしてはならない」と述べている。本人の能力や素行とは関係なく、国に反抗する可能性が高いと見なされ、特別監視と差別的待遇の対象とされる。平壌など主要都市への居住は不可能とされ、朝鮮労働党への入党や朝鮮人民軍の入隊も許されず、高等教育機関への進学の道は完全に閉ざされている。脱北して韓国に逃げた家族・親族がいる人は敵対階層に分類される。朝鮮戦争の際に朝鮮人民軍と合流して南から北へ渡った人もここに含まれる。
金一家の地方視察の際に動員されて沿道で歓迎する群衆からも排除され、その時は家の中に引きこもっていなければならない。首領一家に危害を加えるかもしれないと疑われている人々である。
「敵対階層」に属する人々は生涯、炭鉱や鉱山、農村などでの重労働を負わなければならない。また、些細なことで「政治犯」とされることがあり、その場合、炭坑地区などへの強制居住や強制収容所への送致が課される。

## 51個分類
ミネソタ弁護士会国際人権委員会 アジアウォッチ編『北朝鮮の人権―世界人権宣言に照らして』によれば、北朝鮮住民の出身成分は、以下のように51分類されている。
| 順位 | 区分                          | 分類対象 | 労働党の施策                                                                                       |
| ---- | ----------------------------- | --- | -------------------------------------------------------------------------------------------------- |
| 1    | 労働者                        | 8・15解放の前後を問わず出身および社会成分が労働者だった者                                                                 | 朝鮮労働党の核心階層とみなす。                                                                     |
| 2    | 雇農（作男）                  | 代々作男として暮らしてきた者                                                                                              | 核心階層とみなす。                                                                                 |
| 3    | 貧農                          | 過去、自作農としては生計を立てることが困難で50パーセントは雑穀で生計を維持していた農民                                    | 核心階層とみなす。                                                                                 |
| 4    | 事務員                        | 8・15以後、党・政権・経済・文化・教育機関で勤務していた者                                                                 | 核心階層とみなす。                                                                                 |
| 5    | 党員                          | 朝鮮労働党の党員 | 核心階層とみなす。                                                                                 |
| 6    | 革命遺族                      | 抗日パルチザン闘争で犠牲になった者の家族                                                                                  | 核心階層とみなす。党・政権機関・軍幹部に登用。服務能力のない対象者には最高の社会保障の恩恵を付与。 |
| 7    | 愛国烈士遺族                  | 朝鮮戦争において非戦闘員として犠牲になった者の家族                                                                        | 核心階層とみなす。党・政権機関・軍幹部に登用。服務能力のない対象者には最高の社会保障の恩恵を付与。 |
| 8    | 8･15以後養成されたインテリ    | 8・15以後、北朝鮮または共産主義国家で高等教育を受けた者                                                                   | このうち留学した者は監視対象であり、その他国内で教育を履修した者は核心階層に分類。                 |
| 9    | 被殺者家族                    | 朝鮮戦争当時、殺された者の家族                                                                                            | 基本階層に分類。                                                                                   |
| 10   | 戦死者家族                    | 朝鮮戦争当時、戦闘で死亡した者の家族                                                                                      | 基本階層に分類。                                                                                   |
| 11   | 後方家族                      | 朝鮮人民軍現役将兵の家族                                                                                                  | 核心階層とみなす。                                                                                 |
| 12   | 栄誉軍人                      | 朝鮮戦争当時負傷した除隊傷痍軍人                                                                                          | 基本階層に分類。                                                                                   |
| 13   | 小商人                        | 一定の事業施設のない、場所を移動しながら営業し生計を維持していた者                                                        | 一部ブルジョア思想が内包されている対象とみなし、包摂・教育に力を注ぐ。                             |
| 14   | 中商人                        | 一定の居所と産業施設を所有している自主的に営業し生計を維持していた者                                                      | 動揺対象とみなし、説得・教育対象に含める。                                                         |
| 15   | 手工業者                      | 小道具と独自の努力で生計を維持していた者                                                                                  | 包摂・教育に力を注ぐ。                                                                             |
| 16   | 小工場主                      | 小工場を所有していた者 | 一般監視対象に分類。                                                                               |
| 17   | 下層接客業者                  | 小規模サービス業で生計を維持していた者                                                                                    | 包摂・教育に力を注ぐ。                                                                             |
| 18   | 中産層接客業者                | 独自の建物と施設を持ち若干の人出を置いて生計を維持していた者                                                              | 動揺対象として包摂・教育が可能な対象とみなす。                                                     |
| 19   | 越南者家族（第3部類）         | 労働者・農民の基本出身で、それまで違法行為がなく越南した者の家族                                                          | 説得・教育に力を注ぐ。                                                                             |
| 20   | 無所属                        | どの党にも加入しなかった者                                                                                                | 包摂・教育対象に分類。                                                                             |
| 21   | 中農                          | 自分の所有農地でやっと生計を維持していた農民                                                                              | 動揺対象とみなし、包摂・教育に力を注ぐ。                                                           |
| 22   | 労働者（8･15以後）            | 8･15解放以後、社会主義革命過程で労働者に転落した、過去の中小企業家・商工業者・接客業者・インテリ・富農                    | 過去の出身成分と現行の行動によって監視・監督を強化。                                               |
| 23   | 富農                          | ・作男を1人以上置き、農業を営んでいた農民 ・農繁期に臨時雇用人を置き、営農していた農民                                    | 反抗要素が濃厚な階層とみなして監視対象とする。                                                     |
| 24   | 民族資本家                    | 民族資本による商工業者 | 反抗要素が多い対象とみなす。一般監視対象。                                                         |
| 25   | 地主                          | ・1946年の土地改革当時、5町歩以上の土地を没収された者 ・3町歩までの耕作であっても、別途に精米所または商工業を営んでいた者 | 特殊監視対象。                                                                                     |
| 26   | 親日・親米主義者              | 親日・親米的な行為をした者                                                                                                | 徹底した監視対象。                                                                                 |
| 27   | 反動官僚輩                    | 日帝下で行政および権力機関に従事した者                                                                                    | |
| 28   | 越南者家族（第1部類）         | 営農・地主・民族資本家・親日・親米・反動官僚輩出身で朝鮮戦争当時越南した者の家族                                          | 対象の最近の動向によって一般監視対象または特殊監視対象に分類。                                     |
| 29   | 越南者家族（第2部類）         | 労働者・農民の基本出身で、朝鮮戦争を前後して違法行為を行い越南した者の家族                                                | 一般監視対象に分類。                                                                               |
| 30   | カトリック青友党員            | 過去、天道教青友党員だった者                                                                                              | |
| 31   | 中国帰還民                    | 1957年、中国東北地方から帰還した者                                                                                        | 党員として帰還した者を除いた残りの対象を監視対象と分類。                                           |
| 32   | 日本帰還民                    | 北送された在日僑胞 | 朝鮮総連系の激烈分子は党に入党させ、残りは監視対象に分類。                                         |
| 33   | 入北者                        | 8・15以後越北した者 | 8・15以前の越北者を除いて残りは徹底した監視対象に分類。                                            |
| 34   | 8・15以前に養成されたインテリ | 日帝下で高等教育を受けた者                                                                                                | 一部だけを監視対象に分類。                                                                         |
| 35   | キリスト教信者                | 以前のキリスト教信者 | 一般または特別監視対象に分類。                                                                     |
| 36   | 仏教信者                      | 以前の仏教徒 | |
| 37   | カトリック信者                | 以前のカトリック教徒 | 一般または特別監視対象に分類。                                                                     |
| 38   | 儒学者および地方有志          | 過去、儒学者および地方の有志として待遇された者                                                                            | 一般監視対象に分類。                                                                               |
| 39   | 出党者                        | 党員としての任務遂行上あやまちがあり、党員資格を剥奪された者                                                              | 出党事由によって一般または特殊監視対象。                                                           |
| 40   | 撤職者                        | 幹部として登用されたが職責から追放された者                                                                                | 刑罰の一種として経歴欄に記載。                                                                     |
| 41   | 敵機関服務者                  | 朝鮮戦争当時、治安隊・韓青・警察などに服務していて自首した者                                                              | 出党者と同じ措置。                                                                                 |
| 42   | 逮捕・投獄者家族              | 刑罰を受けるために投獄された者の家族                                                                                      | 出党者と同じ措置。                                                                                 |
| 43   | スパイ関係者                  | 浸透またはスパイとして逮捕された者、またはスパイ事件に連座して摘発された者                                                | |
| 44   | 反党・反革命宗派分子          | ・1953年の南朝鮮労働党粛清に関係した者 ・その他、反金日成派として粛清された者                                             | |
| 45   | 処断者家族                    | 北朝鮮建国以後、違法行為または反党行為によって処断された者の家族                                                          | |
| 46   | 出所者政治犯                  | 政治犯として刑期が満了し出所した者                                                                                        | 出党者と同じ措置。                                                                                 |
| 47   | 安逸・不和・放蕩な者          | 社会階層を問わず安逸・不和・放蕩な者                                                                                      | 有事の際、反革命階層に変わることが可能な対象と規定し、一般監視対象に分類。                         |
| 48   | 接待婦および迷信崇拝者        | 混職・巫堂・占い師・娼婦・妓生などの出身者                                                                                | |
| 49   | 経済事犯                      | 窃盗・強盗・横領などで服役した後出所した者、その虞犯者                                                                    | |
| 50   | 民主党員                      | 過去、朝鮮民主党員として活動した者、またはその家族                                                                        | 党員時代の職責によって一般ないし特殊監視対象。                                                     |
| 51   | 資本家                        | 1946年の産業国有化当時、個人財産を完全に没収された者                                                                      | 徹底した監視対象。                                                                                 |

## 社会生活と出身成分
北朝鮮では、食糧の配給量が出身成分に応じて細かく異なるなど社会生活と出身成分は密接なかかわりを有している。また、出身成分が動揺階層や敵対階層とされた人びとに対しては、徹底的に差別し抑圧する恐怖政治の仕組みが作動する。罪もない数多くの人びとが、この法令によって左遷、追放、投獄、処刑されてきた。
韓国への亡命者は、その多くが自身も「出身成分」が問題とされたと証言している。韓国への亡命者の多くは「核心階層」ではなかった人びとである。
「脱北者」の事例として知られる、1987年1月のズ・ダン号事件では、清津市の医師であった金萬鉄ら彼の一族11名を乗せたズ・ダン号が福井新港へと漂着したが、彼らは亡命の意思表示を行い、その理由として「出身成分の低さから来る差別」と「貧困」を掲げた。金萬鉄は韓国への亡命を果たしたのち、1987年夏に『悪夢の北朝鮮』（柴田穂・全富億訳、光文社）を著して話題となった。
1988年夏に出身成分制度などを批判する体制批判のビラが撒かれた。筆跡から金日成総合大学の学生グループと発覚し処刑されたという。
『月刊朝鮮』が脱北した元北朝鮮住人に行った取材によれば、芸術学校の試験を受けて合格し、合格通知は送られてきたものの入学通知書が送られて来なかったので、教師に聞いても要領を得ず、家族に話したところ、母方の祖父が地主だったので、結局、大学進学をあきらめて溶接工になったという青年の事例、逆に社会安全部警察の高級軍官の子弟だったので首尾よく金策空軍大学に合格した青年の事例など、憲法上は無階級社会を謳いながらも北朝鮮社会が完全な階級社会であることが判明した。金策空軍大学に合格した生徒によれば、彼は学校の政治部校長の推薦がなければ本人がいくら努力しても試験すら受けることができないので、これといって際立ったものもなかった自分は大学進学など夢にも思わず、半分ふざけて第一志望「人民軍」、第二志望「食糧料理専門学校」、第三志望「高等経済学校」とアンケートに書いたら、推薦を受けて三大大学（金日成総合大学、金策空軍大学、教員大学）の一つに合格したという。彼によれば、三大大学に合格するには学校での成績は関係なく、最も重要なのが「出身成分」、次に「健康と党のために働ける能力」、最後が「学業成績」だという。
ただし、海外留学などに際しては、成分のよさだけを基準に選抜すると、世論の悪い反応を呼び起こすこともいくらかは考慮されることがあるという。元駐英北朝鮮大使館公使で、2016年に韓国に亡命した太永浩は、そうした配慮によって、1976年、幹部の子弟でもないにもかかわらず少年留学生に選ばれた一人である。

### 帰国同胞
日本からの帰国者は「帰国同胞」を縮めた「帰胞（キッポ）」や「在日同胞」を縮めた「在胞（チェポ）」と呼ばれて蔑まれ、差別される。李英和は、北朝鮮留学中、親族から「この国では党員にあらざるは、人にあらずだ」と話され、就職から結婚まで、ありとあらゆる差別を受けていることを直接聞いている。
稀ではあるが、該当者から2代（＝孫の世代）を超え、かつ優秀な人材であれば登用される例もあるという。また、北朝鮮への帰国事業で北に渡った在日朝鮮人らは最下層に分類されているが、在日本朝鮮人総聯合会（総聯）が結成される以前に日本共産党に在籍、または総聯結成後も出国するまで日本共産党員だったなどの理由で、ごく例外的ながら「核心階層」入りした者がいることも確認されている。
朝鮮総連の幹部だった韓光煕によれば、在日朝鮮人のなかではエリート集団と自他にみとめる学習組も、本国の朝鮮労働党からすれば末端のフラクション（分派）にすぎず、労働党幹部からすればようやく人として認められるかどうかという程度の存在にすぎなかったと証言している。しかし、組織の末端に至るまでなんらかの優越感やプライドをもたせるところに統治の巧妙さがあるという。日本からの帰国者（帰国同胞）で労働党員になれる者はほとんどおらず、朝鮮総連の幹部級の子弟か、親が裕福で巨額の献金をしたかでなければ難しい。ただし、まったく不可能というのではなく、本人の忠誠度と能力で党員に取り立てられることもあり、その場合は周囲よりたいへんな出世とみなされる。一般の帰国者が労働党員になれる道としては、軍への入隊にほぼ限られる。かつて帰国者は軍への入隊を認められていたが、認められなくなり、それゆえ就職差別を受けることも増えたという。
一方、北朝鮮の強制収容所（管理所）の警備隊員だった安明哲の証言によれば、帰国同胞はしばしば「スパイ」の嫌疑をかけられ、収容所内では特に虫けらのようなひどい扱いを受けており、帰国同胞の女性がなぶり殺しにされる現場にも遭遇している。彼は、保衛員や戒護員が政治犯たちを殴りつけ、鞭打ち、怒鳴り声をあげるのを毎日聞いているが、それはだいたい夕方の早いうちから始められ、夜明けまで続けられた。ある時、50歳くらいの女性の帰国者が鞭打たれ、最後には自らへの呪詛と叶えられるはずもない心情をたどたどしい朝鮮語で戒護員にぶつけるのを聞いている。
彼女はそう叫んだあと、警棒で殴られ、絶命した。その後、保衛部長が日章旗や日本刀、天皇から下賜されたという勲章、免許証、下駄、着物などを示しながら、政治犯に対する敵愾心を緩めることの決してないよう、部下たちに訓示を述べたという。
青年時代に部落解放運動に身を投じた経験をもつ萩原遼は、北朝鮮は「日本の部落差別よりも何百倍もひどい差別政策」を国家の政策として採用していると指摘している。
なお、よど号ハイジャック事件を起こし北朝鮮に亡命した「よど号グループ」のうち、吉田金太郎は祖父が資本家だったために、グループから早期に離れたのではないかとの推測がある。

### 自殺者
北朝鮮において自殺とは、現体制の抑圧に耐え切れなくなった自身の生命を絶った「反体制行為」と見做され、単なる自殺なのか、反逆的意思表示としてなされたものなのかについて徹底的に調査される。自殺者を出した家族・一族は出身成分のランクを落とされ、常に当局から疑いの目で見られる。前述の安明哲の母は、労働党員か非党員かの身分的な格差が決定的な意味を持っている北朝鮮で、労働党員になりたいという野心を抱き続け、入党運動において血が滲むような努力をしているにもかかわらず、入党の保留が4回続いた。母は出自に疑いを持つようになり、自ら出向いて家族の成分調査を調べると、父方祖父の死因が「自殺」であった。結局、彼の母は賄賂で祖父の「自殺」を「死亡」に書き換えることに成功し、労働党員となった。

### 労働災害の被害者
北朝鮮では「働かざる者、食うべからず」が徹底しているが、実際には「働けない者」をも虐待している。李英和の従兄はトラックの運転手になりたかったが、いくら努力してもなれず、結局金属加工の工場に勤めることとなった。そこで煮えた油槽に転落して下半身に重度の熱傷を負い、生殖機能も失ってしまったという。そのため結婚生活もうまくゆかず、精神的にも参って、工場を欠勤するようになった。北朝鮮では長期欠勤は犯罪扱いであり、再教育施設である教化所に送り込まれた。1年ほど入所して半死の状態となってから出所が許されたが、その後、半年あまりで彼は世を去ったという。

## 社会主義における身分制度
北朝鮮は、建前上は身分制度が存在しないとされる社会主義体制を採っているとしているため、北朝鮮当局は「このような国民差別は存在していない」と否定しており、「韓国当局によるでっち上げ」と主張している。しかし、脱北者の多くが「存在している」との証言をしており、国際的にも最も深刻な人権侵害（北朝鮮の人権問題）の一つだと指摘されている。米国の北朝鮮人権委員会 (U.S. Committee for Human Rights in North Korea) も、身分制度の存在について報告している。
郵便史コレクション研究家の内藤陽介によれば、北朝鮮郵政当局が1997年に発行した「万景台革命学院50周年」記念切手セットのうち、切手帳（記念切手に表紙をつけて販売したもの）の表紙の説明文に、同学院の設立目的を朝鮮語および英語で「（同学院は）朝鮮革命の核心メンバーを教育するための基地と孤児のための学校（英語では “It is a school for bereaved children and a dependable base of training the core members of the Korean revolution.” ）」との解説があり、少なくとも「核心階層」が存在していることを北朝鮮郵政当局が告白した証拠とみている。
北朝鮮以外の共産主義国においては、文革期の中華人民共和国（中国）の「黒五類」のように、資本家や地主（土地主）出身者などは財産を没収された上強制労働に従事させられ、子孫までも差別されたという事実がある。一方、北朝鮮における「白頭血統」を首領とする朝鮮労働党幹部、旧ソビエト連邦のノーメンクラトゥーラや中国の太子党といった特権階級を称して「共産貴族（赤い貴族）」と呼ぶことがある。
また日本でも労働貴族などが問題となることがある。

## 金正恩体制と出身成分
出身成分問題は、上述のように金正恩体制を揺るがしかねない獅子身中の虫となる可能性を秘めている。金正恩体制が続く限り、核放棄という外交上「弱腰」の選択肢はありえない。また、北朝鮮拉致問題での前進も期待できない。母親が在日朝鮮人出身であるがゆえの政治的偏向であると見なされかねないからである。さらには、経済の改革開放路線の採用も難しい。全面的な市場経済化は実力主義の導入を意味しており、そうなれば専制国家の基盤である半ば世襲的な階級制度とは矛盾をきたすことになるからである。
しかし、いくら国際的に核保有国であることを認められても、いくら「白頭血統」の末裔であることを宣伝しても出自問題は隠し通すことができない。むしろ喧伝すればするほど、出自問題の政治問題化の危険は増すことになる。ここに、金正恩体制のかかえるジレンマがある。

## 出身成分を扱った作品
- 松岡圭祐 『出身成分』 2019年、KADOKAWA、ISBN 978-4-04-108329-1。